# Frederik Stang
Frederik Stang,  född den 4 mars 1808 i Stokke nära Tønsberg, död den 8 juni 1884 på Helgerud, Akershus amt, var en norsk rättslärd och statsman.
Stang var sonson till Thomas Stang och far till Emil Stang den äldre.

## Biografi
Stang blev 1824 student, 1828 juris kandidat, 1829 docent och 1831 lektor i lagkunskap vid Kristiania universitet. Stang är en av rättsvetenskapens grundläggare i Norge. År 1833 utgav han Systematisk fremstilling af kongeriget Norges konstitutionelie eller grundlovsbestemte ret, den första handboken i norsk författningsrätt, skriven i liberal anda och av stor politisk betydelse. 
För utkomstens skull avgick han från docenturen och blev høyesterettsadvokat samt var tillika 1837–1839 regeringsadvokat. Stang blev snart en av landets mest anlitade sakförare. År 1845 var han försvarare för statsrådet J. H. Vogt vid riksrättsåtalet; hans försvar för denne är ett historisk-politiskt dokument av bestående värde. 
Stang var ledamot av flera kommittéer och 1837–1845 av Kristiania kommunalstyrelse. Den 6 december 1845 utnämndes han till statsråd och chef för det nyupprättade departementet for det indre. I denna ställning och i en ekonomisk genombrottstid tog han energiska initiativ till främjande av de då föga utvecklade samfärdsmedlen och näringsfången. 
Hans administration inledde ett nytt skede i Norges materiella utveckling, men arbetet undergrävde hans hälsa. I juni 1855 sökte tjänstledighet och den 21 april 1856 begärde han avsked. Efter att ha återvunnit sin hälsa inträdde han den 11 september 1857 i interimsregeringen i Stockholm under Oscar I:s sjukdom, var 1859-1860 stortingsledamot för Kristiania, i vars stadsstyrelse han invaldes 1859 och blev ordförande 1861. 
Efter ministerkrisen 1861 återinträdde han i regeringen, där han strax intog presidiet och utnämndes 1873, då ståthållarämbetet upphävts, till statsminister, Norges förste. Hans verksamhet under detta skede präglades av de bittra konstitutionella striderna mellan den av Johan Sverdrup ledda oppositionen och den konservatism, som motståndarna kallade "stangska systemet", men som aldrig framträdde med någon utbildad teori. 
Motsättningen skärptes till öppen strid, då stortingsmajoriteten från 1872 uppställde parlamentarismens genomförande som sitt oavvisliga krav. Stang och hans regering såg häri ett ingrepp i konungamaktens konstitutionella prerogativ och en fara för de konservativa intressena, som han med seg uthållighet och all kraft försvarade. Den 4 oktober 1880 tog Stang avsked och drog sig ifrån det offentliga livet. 
Regeringen tilldelade honom en utomordentlig hederspension på 12 000 kronor, medan stortinget nedsatte den till hälften; i Kristiania insamlades då en fond på 81 000 kronor, av vilken han och hans hustru skulle åtnjuta avkastningen, så länge de levde. Av kapitalet bildade Stang Stiftelsen til statsminister Frederik Stangs minde, som trädde i verksamhet 1887 till fromma för rätts- och statsvetenskapliga studier. 
Stang offentliggjorde 1883 Om den kongelige sanktionsret efter Norges grundlov (i Norsk rets-tidende; svensk översättning samma år i Nytt juridiskt arkiv). År 1868 blev Stang juris hedersdoktor i Lund. Stang tillhörde Norges betydelsefullaste personligheter på 1800-talet.